# Campeonato Brasileiro Interclubes de Voleibol de Praia Sub-21
Campeonato Brasileiro Interclubes de Voleibol de Praia Sub-21, cujo abreviação é CBIVP Sub-21, é a competição  realizada pela Unidade de Vôlei de Praia (UVP) da CBV, onde competirão duplas e quartetos inscritos por clubes em cada naipe na categoria Sub-21.

## História
A primeira edição do CBIVP Sub-21 estava prevista para 20 de maio de 2020 e com duas etapas de 2018.